# Nassauische Landesbank

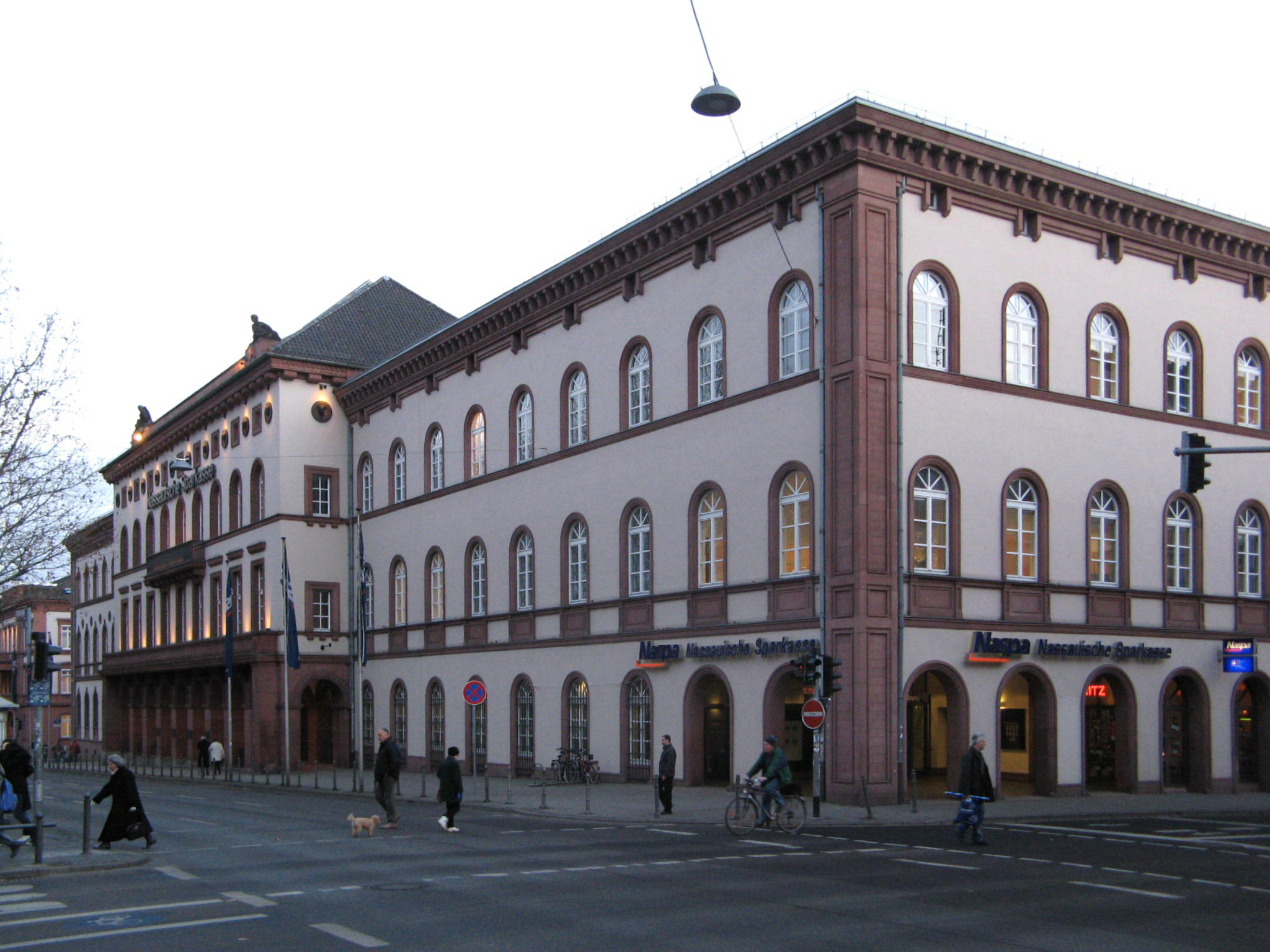
Ehemalige Zentrale der Nassauischen Landesbank an der Rheinstraße in Wiesbaden

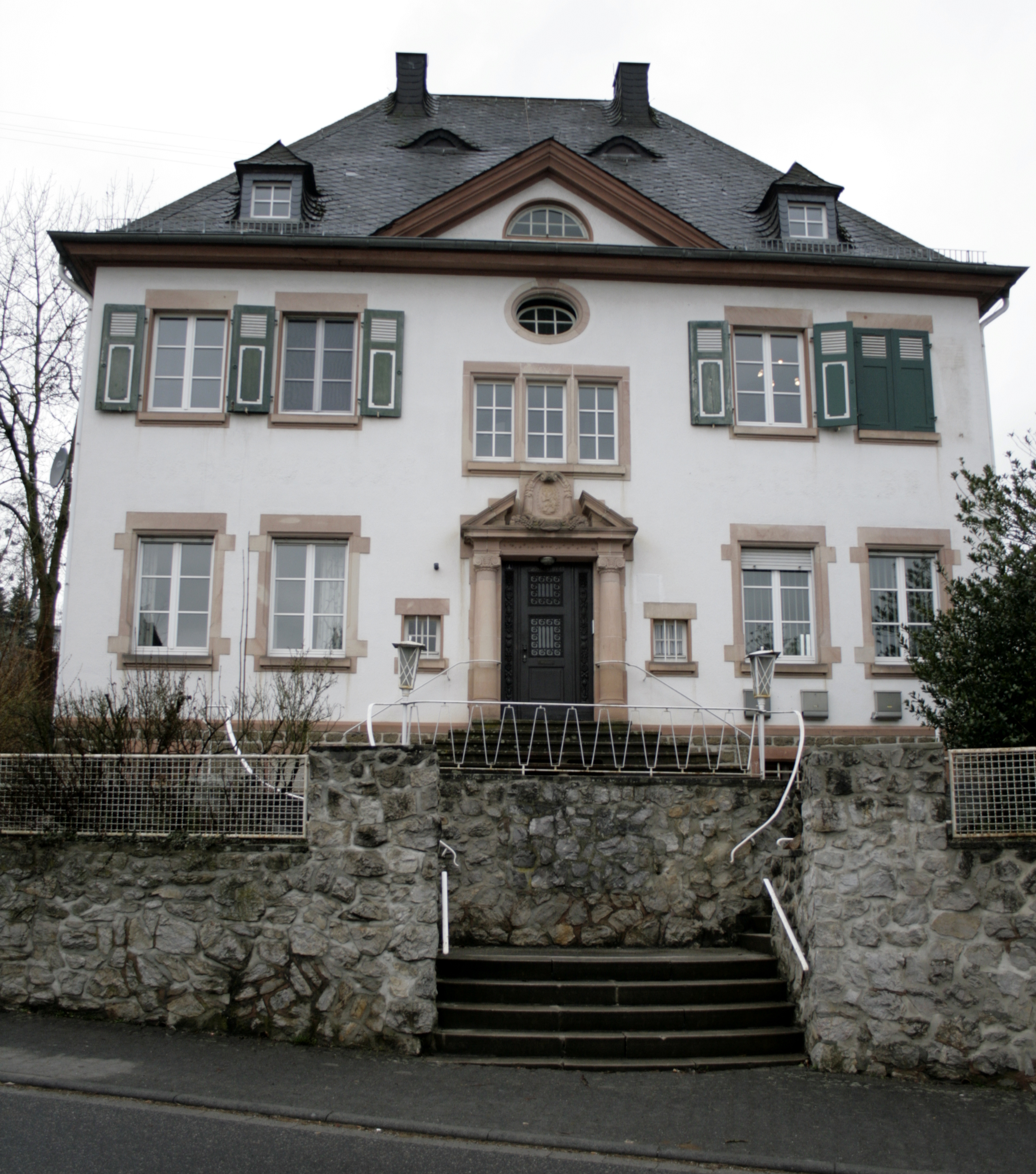
Ehemalige Filiale der Nassauischen Landesbank in Hadamar

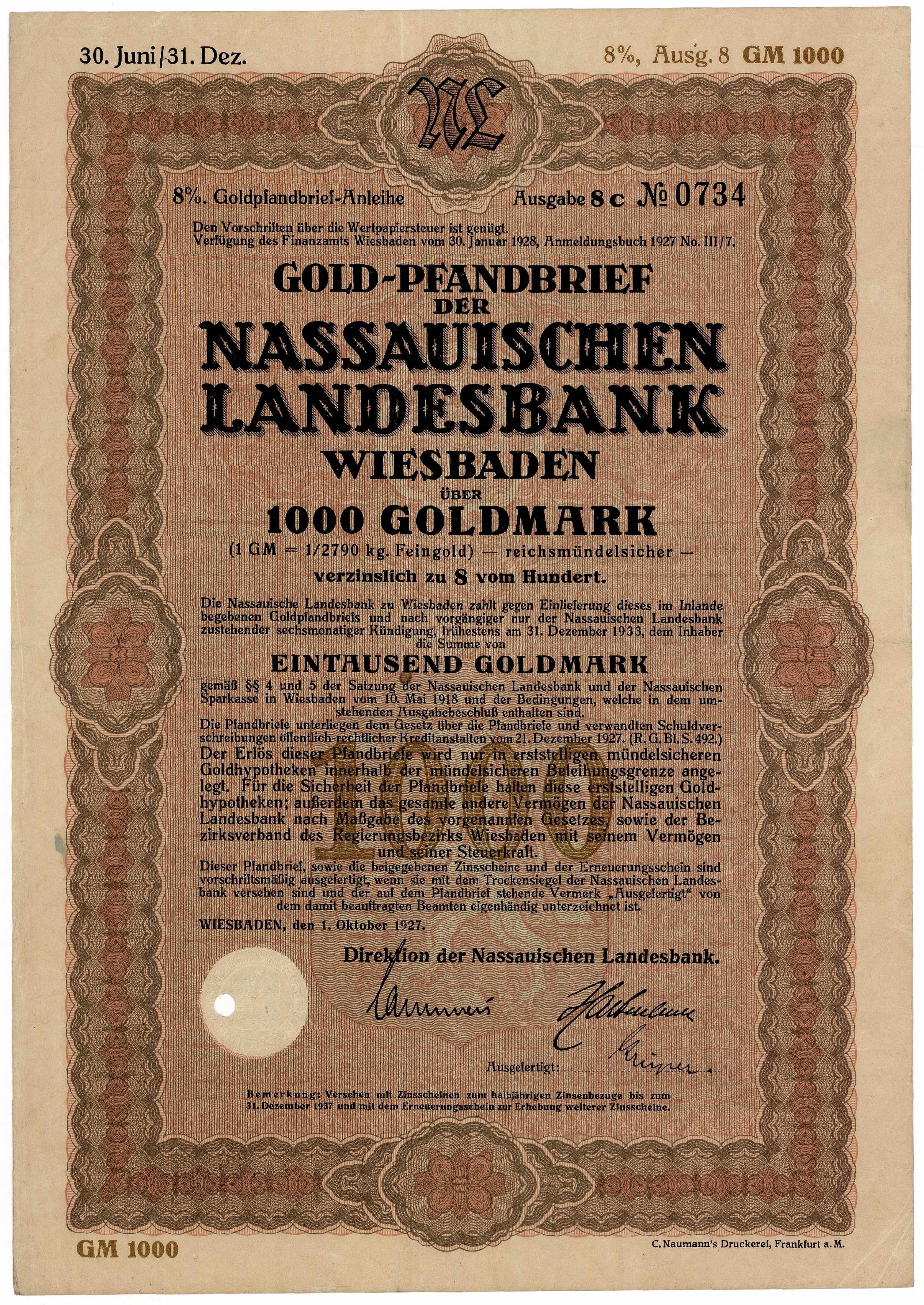
Gold-Pfandbrief der Nassauischen Landesbank vom 1. Oktober 1927

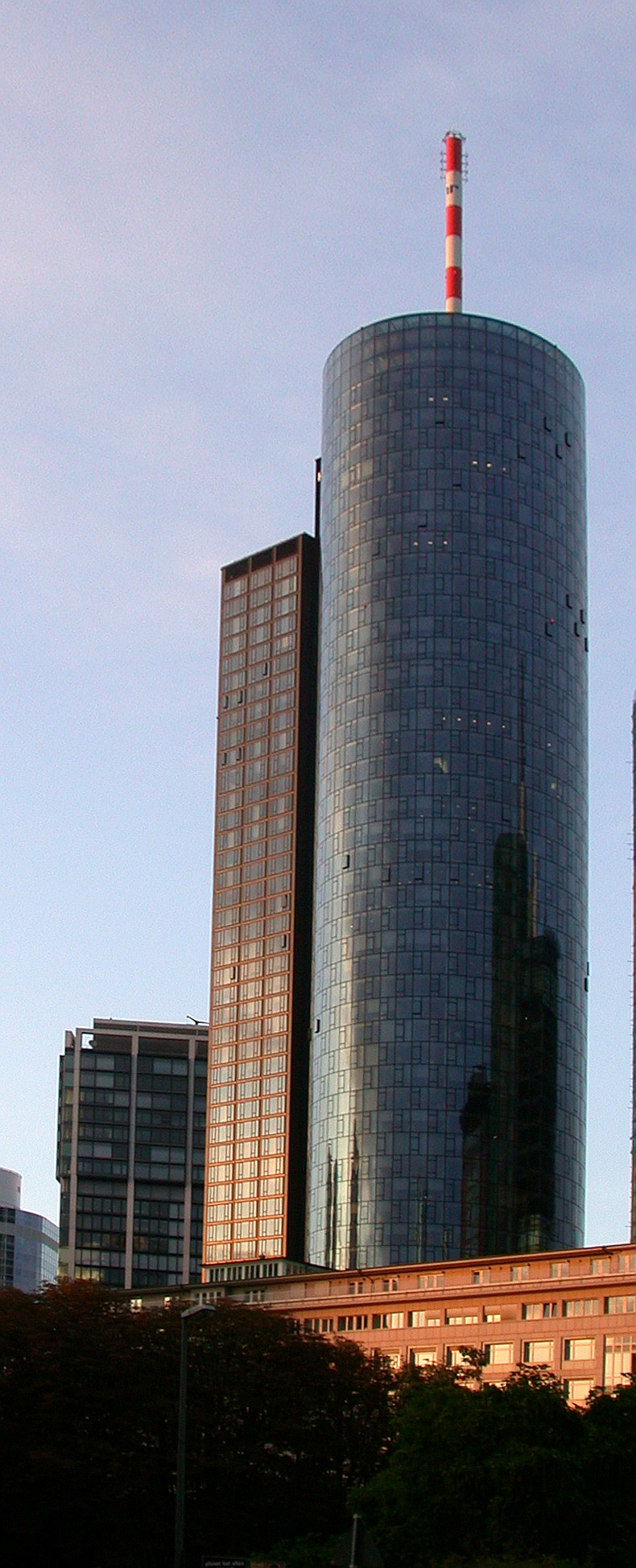
Maintower Frankfurt, aktueller Sitz der HELABA

Die Nassauische Landesbank ist ein ehemaliges Kreditinstitut im Herzogtum Nassau mit Sitz in Wiesbaden. Sie bestand von 1840 bis 1953.

## Geschichte
Am 23. Januar 1840 wurde in Wiesbaden die Landeskreditanstalt Nassau als Staatsbank gegründet. Sie bot Hypothekar-, Kommunal- und Gewerbekredite an. Zur Refinanzierung wurden Spareinlagen und Einlagen der Staatskasse herangezogen. Auch gab die Bank banknotenähnliche Landeskreditkassenscheine heraus und hatte damit den Charakter einer Notenbank. Für die Einlagen bestand eine Staatsgarantie.
1848 wurde das Institut in Nassauische Landesbank umbenannt. Ab 1863 erhielt sie das Recht Pfandbriefe herauszugeben.
Mit der Annexion Nassaus durch das Königreich Preußen 1866 ergaben sich grundlegende Änderungen für die Nassauische Landesbank. 1869 wurde die Bank aufgespalten in die Nassauische Landesbank als reines Realkreditinstitut und die Nassauische Sparkasse (Naspa) als reine Sparkasse. Verantwortlich für die Kontrolle der Bank und der Verordnungen, aufgrund derer sie arbeitete, war der Nassauische Kommunallandtag.
Am 1. Juni 1953 entstand die Hessische Landesbank Girozentrale aus dem Zusammenschluss der Hessischen Landesbank Darmstadt Girozentrale (gegründet 1940), der Nassauischen Landesbank Wiesbaden und der Landeskreditkasse zu Kassel (gegründet 1832).

## Die Nassauische Landesbank als Notenbank
1840 wurden (verzinsliche) Kreditkassenscheine zu 1 und 5 Gulden emittiert. 1841 folgte noch ein 25-Gulden-Schein. Diese blieben bis 1856 in Umlauf. 1856 wurden Banknoten in den Stücklungen 5 und 25 Gulden emittiert. 1859 folgte ein 10-Gulden-Schein. Die letzte Banknotenemission erfolgte 1865 mit Banknotenserien zu 5 und 50 Gulden. Die Nassauische Landesbank hatte ein Banknotenmonopol. Es war gesetzlich in Nassau seit 1856 verboten, fremde Banknoten anzunehmen. Ausgenommen waren lediglich Banknoten einiger großer deutscher Staaten wie Preußen, Sachsen oder Hessen.
1866 wurden die nassauischen Banknoten eingezogen und durch preußische Banknoten ersetzt.
Die Nassauische Landesbank gab 1918, 1922 und 1923 Notgeld aus.

## Ausstellung
Das Freilichtmuseum Hessenpark zeigt in der Baugruppe B eine Dauerausstellung zur Geschichte der Nassauischen Landesbank.

## Leitung
- Philipp Bertram, Direktor der Nassauischen Landesbank ab 1863
- Hubert Hilf, Mitglied des Direktoriums der Nassauischen Landesbank
- Friedrich Christian Wirth, ab 1870 stellvertretender Direktor
- August Hergenhahn, Direktor der Nassauischen Landesbank ab 1863 und von 1866 bis 1867
- August Olfenius, kommissarischer Dirigent ab 1870, 1872 bis 1894, Direktor
- Wilhelm Avieny, November 1933 bis Februar 1939 Generaldirektor der Nassauischen Landesbank Wiesbaden
- Ludolf von Langen, 1866–1868 Direktionsrat